# Agrilus peregrinus
Agrilus peregrinus é uma espécie de inseto do género Agrilus, família Buprestidae, ordem Coleoptera.
Foi descrita cientificamente por Kiesenwetter in Kraatz & Kiesenwetter, 1879.